# آنترولاکتون
آنترولاکتون (به انگلیسی: Enterolactone) یک ترکیب شیمیایی با شناسه پاب‌کم ۱۰۶۸۵۴۷۷ است.